# دهستان کل کل
دهستان کل کل، یکی از دهستان‌های بخش آسمان‌آباد شهرستان چرداول در استان ایلام ایران است. مرکز این دهستان، روستای کل کل علیا است.

## جمعیت
بر پایه سرشماری عمومی نفوس و مسکن در سال ۱۳۹۵، جمعیت دهستان کل کل برابر با ۴٬۶۹۷ نفر بوده‌است.